# Loeches
Loeches ist eine Stadt und eine zentralspanische Gemeinde (municipio) mit 9.200 Einwohnern (Stand: 2024) im Osten der Autonome Gemeinschaft Madrid im Übergang zur Autonomen Region Kastilien-La Mancha. Loeches gehört zur Kulturlandschaft der Alcarria.

## Lage und Klima
Die ca. 645 m hoch gelegene Stadt Loeches liegt im Iberischen Hochland (meseta) südwestlich des Kastilischen Scheidegebirges. Die spanische Hauptstadt Madrid befindet sich knapp 30 km (Fahrtstrecke) westlich. Das Klima im Winter ist gemäßigt, im Sommer dagegen warm bis heiß; die eher geringen Niederschlagsmengen (ca. 450 mm/Jahr) fallen – mit Ausnahme der nahezu regenlosen Sommermonate – verteilt übers ganze Jahr.

## Bevölkerungsentwicklung
| Jahr      | 1857 | 1900 | 1950 | 2000  | 2019  |
| Einwohner | 771  | 946  | 948  | 2.984 | 8.791 |

Aufgrund der Lage im Großraum Madrid ist die Einwohnerzahl der Gemeinde seit dem Ende des 20. Jahrhunderts enorm gewachsen.

## Wirtschaft
Loeches war jahrhundertelang landwirtschaftlich geprägt; die Menschen lebten weitgehend als Selbstversorger von den Erträgen der umliegenden Felder und Hausgärten. Inzwischen wurde ein Gewerbegebiet ausgewiesen.

## Geschichte
Auf dem Gemeindegebiet wurden spärliche Kleinfunde aus keltischer und römischer Zeit gemacht, die jedoch noch nicht als Beleg für menschliche Ansiedlungen gedeutet werden können. Nach der Rückeroberung (reconquista) der Gebiete nördlich bzw. nordöstlich von Toledo im Jahr 1085 durch Alfons VI. von León begann eine Phase der Wiederbevölkerung (repoblación) durch Christen aus allen Teilen der Iberischen Halbinsel, unter denen die Basken den wohl größten Anteil ausmachten. Der im Kastilischen ungewöhnliche Ortsname 'Loeches' wird von den baskischen Wörtern lo („Schlaf“) und etxe („Haus“) hergeleitet. Der Erzbischof von Toledo, Rodrigo Jiménez de Rada, unterstellte das Gebiet seinem Einflussbereich. Erst im Jahr 1555 erhielt der Ort die Stadtrechte (villazgo), doch bereits ein Jahr später verkaufte Philipp II. (reg. 1556–1598) den Ort und sein Umland für ca. 6,8 Millionen Maravedis an Baltasar Castaño, einen Genueser Kaufmann. Im Jahr 1583 wurde der Ort an die Familie Cárdenas y Zapata verkauft, die jedoch im Jahr 1633 dem Herzog von Olivares weichen musste.

## Sehenswürdigkeiten

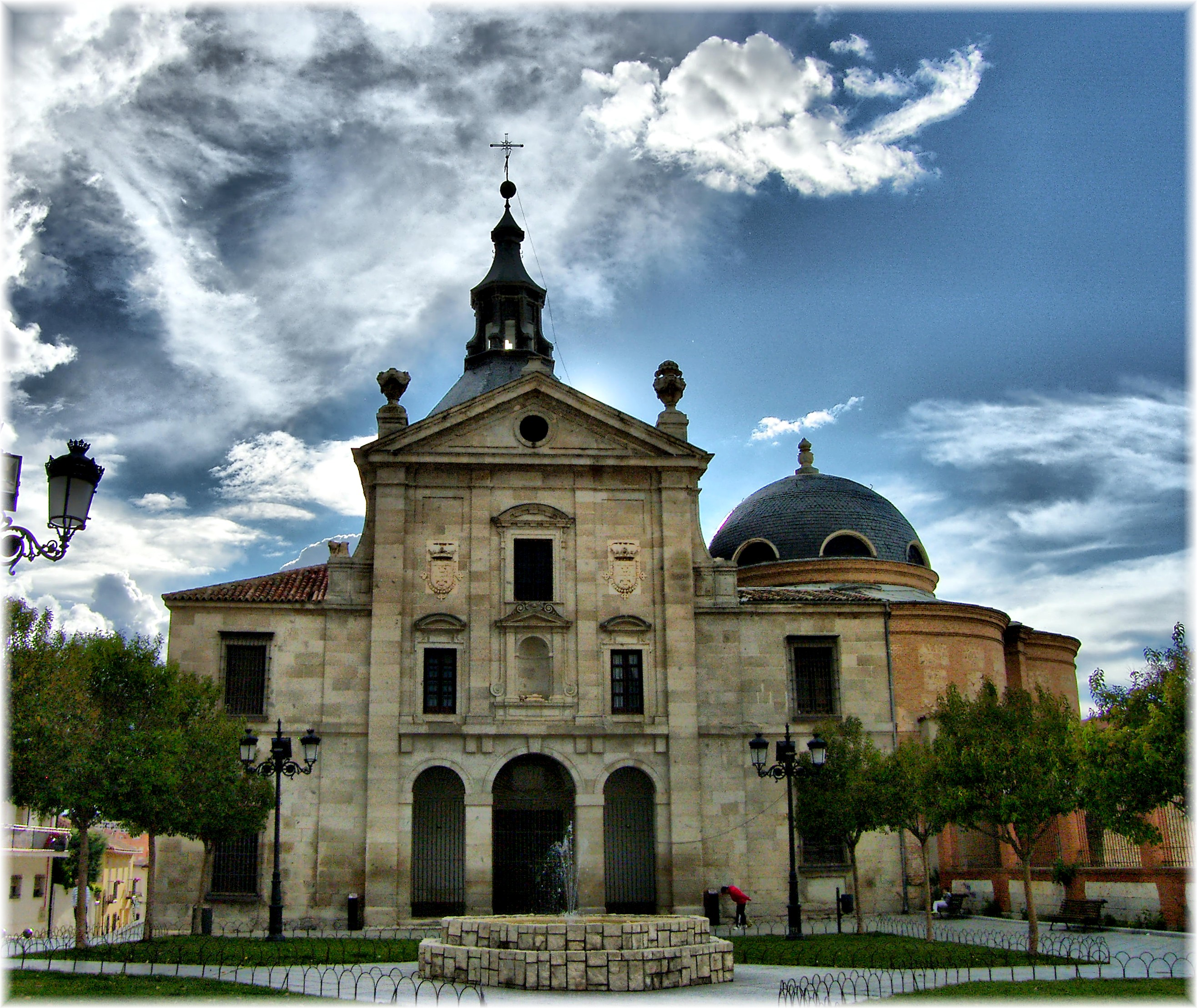
Kloster der Unbefleckten Empfängnis

- Mit dem Bau der dreiportaligen und dreischiffigen Stadtkirche (Iglesia de Nuestra Señora de la Asunción) wurde um das Jahr 1560 begonnen. Im Innern tragen schlanke Säulen das tiefhängende Holzgewölbe. In der Zeit der Napoleonischen Kriege wurde die Kirche als Gefängnis (prisión) genutzt.[4][5]
- Die Familie Cárdenas stiftete im Jahr 1596 das im Norden der Altstadt gelegene Karmelitinnen-Kloster (oder auch Convento chico), das weitgehend in einem reinen Mudéjar-Stil aus Ziegelsteinen mit eingeschlossenen Feldern aus helleren Bruchsteinen erbaut ist. Auffällig ist der zur Kirche quergestellte Glockengiebel (espadaña)[6]
- Das in unmittelbarer Nachbarschaft stehenden Kloster der Unbefleckten Empfängnis (Monasterio de la Inmaculada Concepción, auch Convento grande genannt) wurde im Jahr 1640 von Gaspar de Guzmán, dem Herzog von Olivares, dem führenden Minister Spaniens während der Herrschaft von König Philipp IV., gestiftet; vollendet wurde der Baukomplex etwa 20 Jahre später von seinem Neffen Luis Méndez de Haro y Guzmán. Mit Ausnahme der Renaissance-Fassade ist es ebenfalls ein Bau mit Mudéjar-Elementen. Im ausgehenden 17. Jahrhundert wurden zahlreiche Gemälde und andere Kunstschätze aus dem Besitz der Herzöge hierhin transferiert, die jedoch von der französischen Besatzungsmacht nach Paris gebracht wurden. Später gelangten einige in den Besitz der National Gallery in London oder in die USA.[7]